# Oberwiesenfeld (métro de Munich)
Oberwiesenfeld (en allemand : U-Bahnhof Oberwiesenfeld) est une station de la ligne U3 du métro de Munich. Elle est située au nord du parc olympique sur la Moosacher Straße au sud du quartier d'Am Oberwiesenfeld dans le secteur de Milbertshofen-Am Hart, à Munich en Allemagne.

## Situation sur le réseau

Plan du métro (2020).

## Histoire
La station ouvre le 28 octobre 2007. Une partie du tunnel se trouve dans la zone des eaux souterraines. Pour s'assurer qu'aucune eau ne puisse pénétrer pendant la construction, on a dû fonctionner avec une pression d'air excessive. La section de construction n'était accessible que par un sas, dans lequel les travailleurs devaient passer jusqu'à une heure après le quart de travail afin d'égaliser la pression. Le nom de planification de cette station est "Olympiapark Nord". À la demande du comité de district local, cependant, le nom est changé pour le nom de la salle du parc olympique actuel avant l'ouverture. Depuis 1972, la station de métro Olympiazentrum a l'ajout "Oberwiesenfeld" à deux endroits sur les murs extérieurs de la station.
Les parois arrière de la voie sont constituées de panneaux d'aluminium orange sur la voie 1 et noir et blanc sur la voie 2. La plate-forme, qui est aménagée avec des dalles de granit, est largement éclairée par des lucarnes avec la lumière du jour et vue sur le ciel, avec deux bandes lumineuses au plafond. 15 puits de lumière en forme de pyramide éclairent la plate-forme de 120 mètres de long avec beaucoup de lumière du jour.  La plate-forme est à environ 11,5 m sous la surface, la largeur de la structure est de près de 18 m entre les deux parois moulées de 1,2 m de large.Rudolf Herz et Hans Döring sont responsables de la conception de Ornament du côté sud. Il montre de fins motifs géométriques en forme de labyrinthe. Le mur nord est recouvert de panneaux orange, de la couleur de la ligne olympique. La planification générale de la gare est de Paul Kramer et Manfred Rossiwal-Jespersen du service municipal du bâtiment.

## Services aux voyageurs

### Accès et accueil
Un ascenseur dans la Moosacher Straße mène à travers un puits de lumière directement à la surface et au niveau de la barrière à l'est. Des escaliers mécaniques et des escaliers fixes dans la Moosacher Straße mènent de la plate-forme à deux étages vers les barrières est et ouest.

### Intermodalité
La station est en correspondance avec les lignes d'omnibus 50 et X50 de la Münchner Verkehrsgesellschaft.